# Anguilla (zoologia)
Le anguille (Anguilla Schrank, 1798) sono un genere di pesci ossei, unico membro della famiglia Anguillidae Rafinesque, 1810.

## Descrizione
Le anguille presentano un corpo subcilindrico, serpentiforme. La testa è allungata e depressa, la mandibola è prominente.

Le pinne dorsale, anale e caudale sono unite in un'unica struttura composta da almeno 500 raggi; le pinne pettorali hanno 14-18 raggi, le pinne ventrali sono assenti. Il corpo dell'adulto è rivestito di scaglie cicloidi molto piccole, di forma ellittica, disposte in gruppi irregolari sul corpo, sulla testa e alla base delle pinne; in genere queste scaglie sono poco evidenti perché nascoste da uno spesso strato di muco.

La livrea è grigio-bruna o verdastra, in età adulta. I piccoli sono in genere trasparenti.
La particolarità che rende interessante questo genere anche ai meno esperti è il suo ciclo vitale catadromo: nonostante siano ancora numerosi gli aspetti sconosciuti, appare confermato che le anguille adulte migrino dai corsi d'acqua continentali verso il mar dei Sargassi (50-65° W, 20-30° N), dove avviene la riproduzione. Questo avviene sia per l'anguilla europea (A. anguilla) sia per la specie americana (A. rostrata), perciò gli areali di riproduzione vanno parzialmente a sovrapporsi.

## Biologia

### Ciclo vitale
Il ciclo vitale delle anguille comincia nel mar dei Sargassi, dove vengono deposte le uova. Una femmina può deporre da 1 a 6 milioni di uova pelagiche, del diametro di 1–3 mm, che schiudono solo a temperature superiori ai 20 °C portando alla “luce” le larve, chiamate leptocefali. Il leptocefalo alla nascita è trasparente, misura 4–5 mm ed è nastriforme; inizia la sua migrazione verso le coste europee e nord-africane (per A. anguilla) sfruttando la corrente del Golfo e la corrente Nord-Atlantica. Dopo circa 2 mesi assume morfologia fogliforme. Le larve raggiungono le coste europee dopo un viaggio la cui durata (7-24 mesi) e modalità (trasporto passivo o nuoto attivo) sono tuttora oggetto di discussione. In prossimità delle coste le larve (leptocefali), subiscono una metamorfosi, diventando cieche, piccole anguille (60–90 mm) non ancora pigmentate.
Le cieche possono colonizzare le acque interne, gli estuari o trattenersi in acque costiere secondo quanto emerso da recenti studi sul rapporto Ca/Sr degli otoliti di individui adulti.
Insediatesi nel nuovo ambiente le cieche pigmentano e subiscono una nuova metamorfosi verso lo stadio di anguille “gialle”: si completa la formazione delle scaglie, gli occhi si riducono, la testa si allarga, la colorazione diventa bruna sul dorso e giallo-limone sui lati. Trasformazioni che rendono gli animali più adatti alle acque continentali. Non si ha ancora tuttavia il raggiungimento della maturità sessuale, le anguille gialle sono quindi da considerarsi “sub-adulte”.
Durante questo periodo le anguille mostrano comportamenti sedentari, si muovono di notte alla ricerca di cibo e durante il giorno rimangono ferme e si riparano, quando possibile, scavando rifugi nel fondale fangoso.
La maturità sessuale inizia al raggiungimento di 30–35 cm per i maschi e 40-50 per le femmine. L'accrescimento è positivamente correlato alla temperatura ed alla salinità per cui individui presenti in aree costiere del mediterraneo raggiungeranno la taglia di maturazione molto prima che individui stanziatisi in acque interne del nord Europa. Di conseguenza la vita delle anguille gialle ha durata variabile: 3-10 anni per i maschi, 5-25 anni per le femmine. Il raggiungimento della maturità sessuale comporta una serie di radicali trasformazioni, al termine delle quali l'anguilla è detta “argentea” o “argentina”. Le gonadi completano il loro sviluppo, le narici si dilatano, gli occhi raddoppiano la loro grandezza, la testa assume forma stretta ed acuta; le pinne pettorali divengono lanceolate, scaglie e linea laterale si fanno più evidenti, si determina una contro-colorazione del corpo. A causa dell'estrema riduzione del sistema digerente, l'alimentazione viene sospesa e grandi quantità di grasso corporeo (fino al 40% della massa corporea) vengono stivate per la migrazione verso i luoghi di riproduzione nel Mar dei Sargassi. Il processo di maturazione viene completato durante gli oltre 5000 km di migrazione.
La migrazione verso il mare dell'anguilla europea, A. anguilla, inizia di solito nella seconda metà dell'anno, con un picco in settembre-ottobre. Generalmente compiuta di notte, la prima fase è stata correlata alle fasi lunari: il passaggio massiccio di anguille “argentee” attraverso la foce del fiume si ha durante l'ultimo quarto.
All'arrivo al mar dei Sargassi, le anguille iniziano il processo di ricerca del compagno e di accoppiamento. Di questa fase non si conosce quasi nulla: probabilmente le anguille si accoppiano a profondità fino a 1000 metri. Dopo la riproduzione, gli individui muoiono e le neonate larve vengono trasportate dalla corrente del Golfo e del Nord Atlantico verso le coste dell'Europa e Nord Africa.
Queste specie dispongono inoltre di una notevole resistenza fuori dall'acqua, potendo spostarsi per ore sulla terraferma strisciando come un serpente, trasferendosi da una zona acquatica ad un'altra.

## Tassonomia
Secondo la fonte, al 2014 il genere contiene 18 specie accettate:

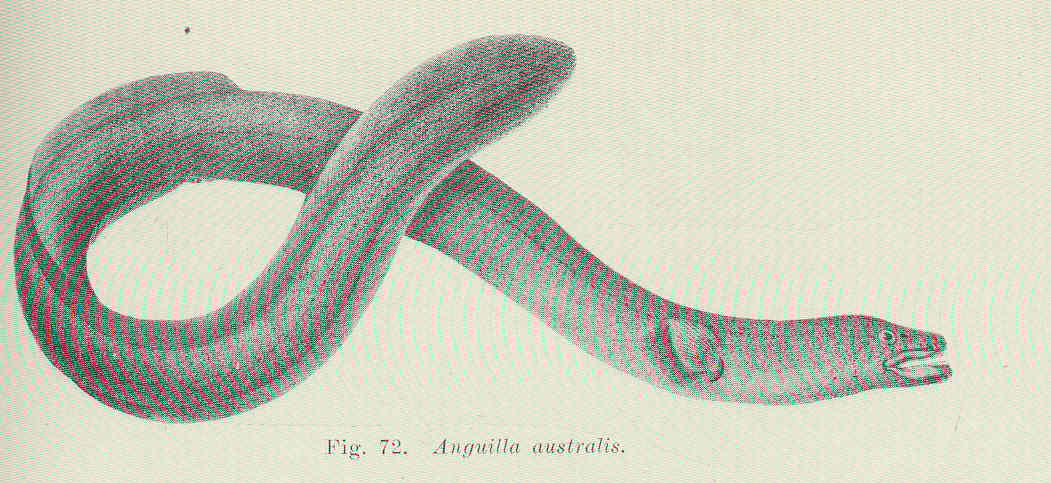
Anguilla australis

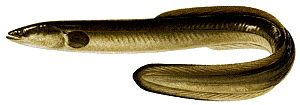
Anguilla rostrata

- Anguilla anguilla (Linnaeus, 1758)
- Anguilla australis Richardson, 1841
- Anguilla bengalensis (Gray, 1831)
- Anguilla bicolor McClelland, 1844
- Anguilla borneensis Popta, 1924
- Anguilla breviceps Chu & Jin in Chu, 1984
- Anguilla celebesensis Kaup, 1856
- Anguilla dieffenbachii Gray, 1842
- Anguilla interioris Whitley, 1938
- Anguilla japonica Temminck & Schlegel, 1846
- Anguilla malgumora Kaup, 1856
- Anguilla marmorata Quoy & Gaimard, 1824
- Anguilla megastoma Kaup, 1856
- Anguilla mossambica (Peters, 1852)
- Anguilla nebulosa McClelland, 1844
- Anguilla nigricans Chu & Wu in Chu, 1984
- Anguilla obscura Günther, 1872
- Anguilla reinhardtii Steindachner, 1867
- Anguilla rostrata (Lesueur, 1817)